# Proscelidodon
Proscelidodon es un género extinto de perezoso gigante de la  familia Scelidotheriidae, que apareció durante el Huayqueriense en Argentina y sobrevivió hasta el Chapadmalalense.

## Taxonomía
En el Cuaternario se produjo la diversificación taxonómica de las Scelidotheriinae, con cuatro especies pertenecientes a los géneros Scelidodon (Ameghino, 1881), Catonyx (Ameghino, 1891), y Scelidotherium (Owen, 1840), las Scelidotheriinae pre-cuaternarias son poco frecuentes. Los descubrimiento de un maxilar casi completo de Proscelidodon de la Formación Maimará (Mioceno tardío), provincia de Jujuy, proporciona nuevos datos sobre la condición plesiomórfica del clado, la historia biogeográfica del grupo durante el Mio–Plioceno, y en el conjunto faunístico de Maimará.